# Órbita circular

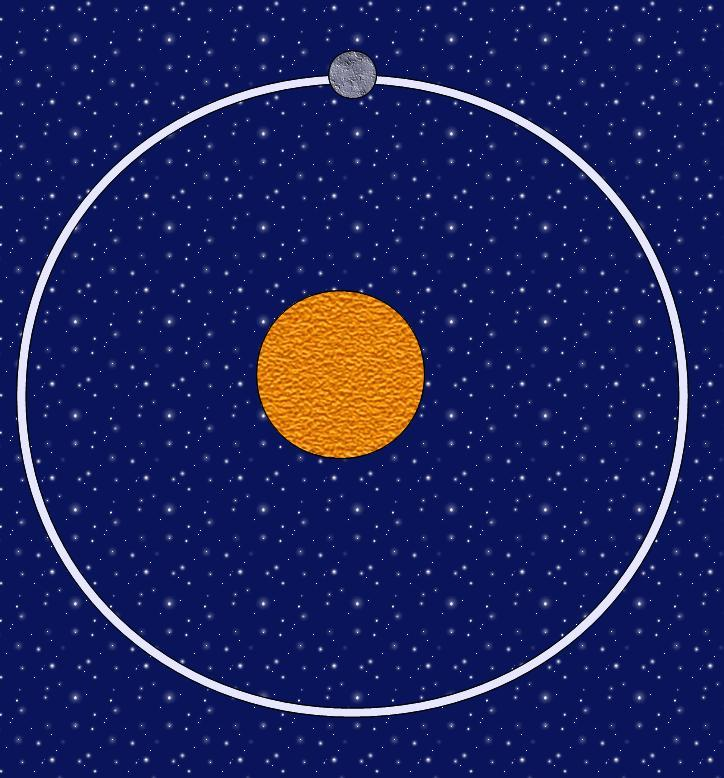
Visão esquemática de uma órbita circular.

Uma órbita circular, é uma órbita a uma distância fixa ao redor de qualquer ponto, por um objeto girando ao redor de um eixo fixo.